# Ready, Set, Don't Go
"Ready, Set, Don't Go" là ca khúc nhạc đồng quê của ca sĩ người Mỹ Billy Ray Cyrus. Nó được phát hành như đĩa đơn chính từ album phòng thu thứ 10 của Cyrus Home at Last.

## Bảng xếp hạng

### Phiên bản solo
| Bảng xếp hạng (2007)             | Vị trí cao nhất |
| -------------------------------- | --------------- |
| U.S. Billboard Hot 100           | 85              |
| U.S. Billboard Hot Country Songs | 47              |
| U.S. Billboard Pop 100           | 58              |

### Phiên bản song ca
| Bảng xếp hạng (2007-2008)        | Vị trí cao nhất |
| -------------------------------- | --------------- |
| Canadian Hot 100                 | 47              |
| U.S. Billboard Hot 100           | 37              |
| U.S. Billboard Hot Country Songs | 4               |
| U.S. Billboard Pop 100           | 44              |